# Picconia (Diptera)
Picconia Robineau-Desvoidy, 1863 é um género de moscas pertencente à família Tachinidae.

## Espécies
- P. derisa (Reinhard, 1943)[1]
- P. incurva (Zetterstedt, 1844)